# ミキ・ベルコビッチ
モーシェ・“ミキ”・ベルコビッチ（英語：Moshe "Miki" Berkovich、　ヘブライ語：משה "מיקי" ברקוביץ、1954年2月17日 - ）は、イスラエル・クファル・サバ出身の元バスケットボール選手である。ポジションはSG。

## 経歴
- 1965年にマッカビ・テルアビブのバスケットボールクラブのジュニアチームに入団し、1971年にトップチームに加わった。マッカビ・テルアビブでは、19回の国内リーグ優勝、17回のカップ戦優勝という経歴を残している。
- 1975年にアメリカに渡り、名門UNLVでプレーしたが、1年で帰国し、マッカビ・テルアビブに復帰している。
- 1977年、マッカビ・テルアビブの欧州チャンピオンズカップ初制覇に貢献した。
- 1979年、イスラエル代表選手として、タリンで行われたユーロバスケットに出場。チームを開催国ソ連に次ぐ準優勝に導き、MVPを受賞した。その後、彼の元にはNBAのニュージャージー・ネッツやアトランタ・ホークスから声がかかったが、マッカビ側が強く残留を要望し、移籍することは無かった。
- 1988年を最後にマッカビ・テルアビブを離れ、マッカビ・リション・レジオンに移籍。その後、ハポエル・イェルサレム、ハポエル・テルアビブでもプレーし、1995年に現役を退いた。
- 引退後に自叙伝「Born to Win」を著している。
- 2024年にイスラエル賞を受賞。